# Maestro mayor de obras

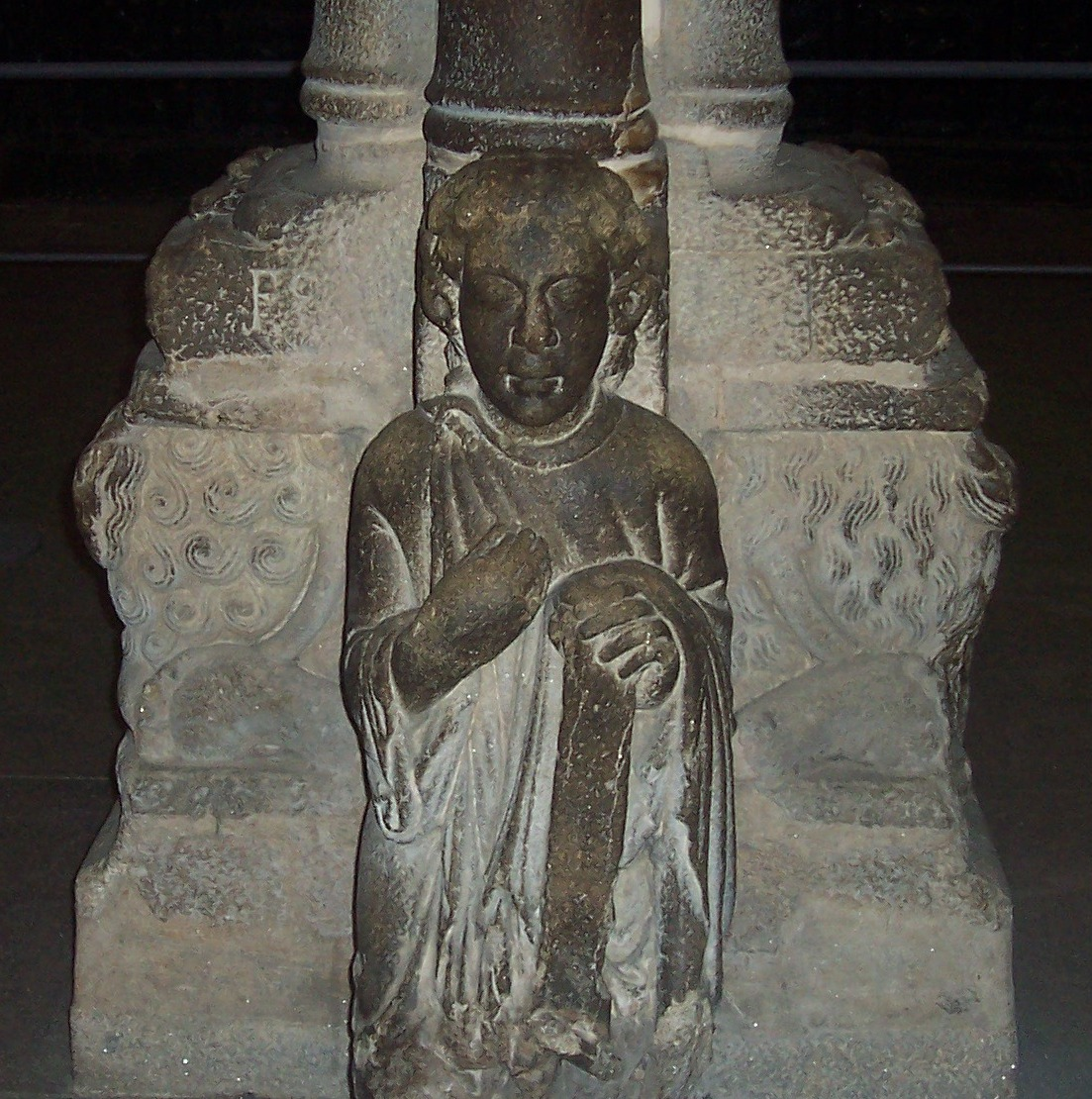
El Maestro Mateo, en el Pórtico de la Gloria de la Catedral de Santiago de Compostela, "que dirigió la obra de dichos portales desde sus cimientos".

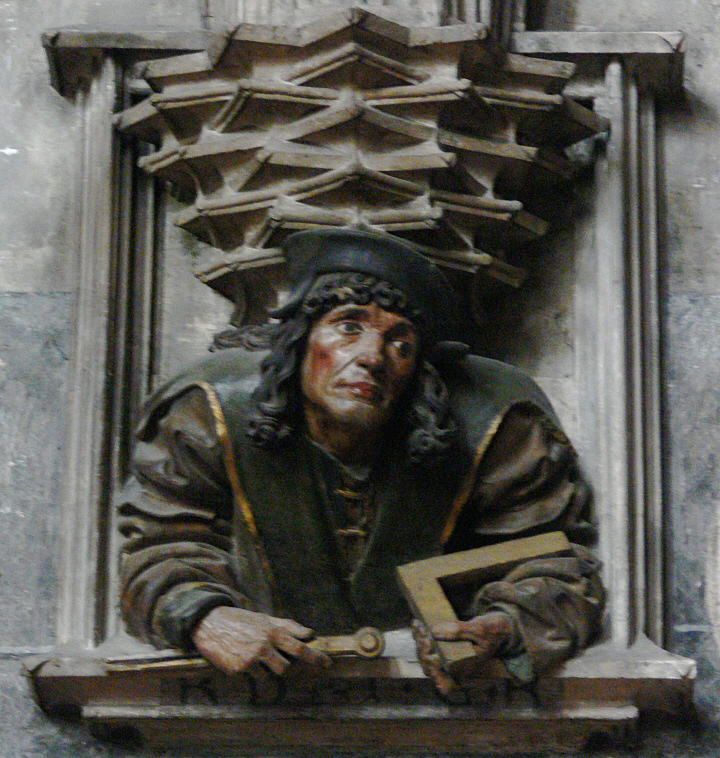
El maestro de obras Anton Pilgram en el púlpito de la Catedral de San Esteban de Viena.

Baumeister ("maestro de obras"), grabado de Jost Amman, 1536.

Maestro mayor de obras es la denominación histórica de un oficio de la construcción, que se desglosó de las funciones del arquitecto, del que fue sinónimo hasta la Edad Moderna. Puede relacionarse con el oficio de tradición musulmana del alarife o maestro de albañilería mudéjar. A partir de la Edad Contemporánea es de uso más habitual la denominación de aparejador, oficio que se identifica con las funciones técnicas del maestro de obras. Posteriormente fueron surgiendo distintas denominaciones establecidas como grados académicos: el de arquitecto técnico y el de ingeniero de edificación.
No debe confundirse con el oficio de maestro de mayores o Maestro de Mayores y Retórica, un cargo docente.

## Magistri Comacini en la Italia medieval
Los maestros comacini (en italiano: maestri comacini; en latín: Magistri comacini o commacini o comeceni) fueron un grupo de constructores, canteros, albañiles, estucadores y artistas unidos en un gremio de empresas constructoras compuesta de profesionales especializados, activos desde el siglo VII en la zona próxima a Como —hoy entre la provincia de Como y el cantón del Tesino— y en general en toda Lombardía.
El primer documento que cita al Magister Commacinus es el edicto de Rotario del 22 de noviembre de 643. También el edicto de Liutprando de 28 de febrero de 713 informa en un apéndice de un memoratorium de mercedibus commacinorum, una guía de tarifas.
La denominación «comacini» se pensó siempre que derivaba de Como, tierra de origen de estos maestros. Al inicio del siglo XX, el profesor Monneret de Villard ha rechazado esa etimología sosteniendo que el adjetivo que deriva de Como es «comasco» o «comense» y prefiere la etimología que la hace provenir de «cum machinis» o «cum macinis» refiriéndose a los andamios y cabrestantes que estos artesanos usaban en la construcción de sus obras. De cualquier forma, se prefiere la etimología geográfica.
Algunos artistas anónimos pertenecientes a la corporación fueron también decoradores, escultores, canteros y tallistas y estuvieron entre los primeros maestros del románico lombardo. Estos escultores se trasladaban con gran facilidad y sus obras están documentadas en la región de los prealpes y en la llanura Padana, en el cantón del Tesino, en el Lacio a inicios del siglo IX, y algunos de ellos se movieron incluso a Alemania, Dinamarca y Suecia.

## Maestro Mayor en la Monarquía Hispánica
Durante el Antiguo Régimen en la Monarquía Hispánica, las iglesias y catedrales, los municipios (destacadamente la Villa de Madrid, donde se titulaba Maestro Mayor de Obras y Fuentes) y la Casa Real tenían como uno de sus principales cargos el de Maestro Mayor, que era servido por los más destacados arquitectos de la época (como Francisco de Mora, Juan Gómez de Mora, Francisco Herrera el Mozo, Teodoro de Ardemans, Pedro de Ribera, Giovanni Battista Sacchetti, Francesco Sabatini, Ventura Rodríguez, Juan de Villanueva, etc.); aunque, a medida que se fue estableciendo la enseñanza académica, se fueron haciendo frecuentes los recelos profesionales entre arquitectos y maestros de obras (como Antonio Plo en el siglo XVIII). En el momento en que se produce la muerte de Juan Bautista de Toledo, maestro mayor de las obras de El Escorial, en 1567, su sustitución por Juan de Herrera no se hizo bajo el mismo título, sino con el de nueva creación de Arquitecto Real. No obstante, el cargo de Maestro Mayor de las Fábricas de las Catedrales, la Villa de Madrid e incluso el de las Obras Reales siguió siendo cubierto en los siglos siguientes, manteniendo las denominaciones, jerarquía y funciones de los diversos cargos de las ordenanzas tradicionales (maestro mayor, aparejador, maestros de cantería, albañilería, carpintería, oficiales de cada una de las especialidades y peones). La Maestría Mayor de la Villa de Madrid, desde la fijación de la Corte (1561), era un cargo coincidente con el de Maestro Mayor de las Obras Reales (Maestros Mayores del Alcázar de la Villa de Madrid y Casas Reales de su entorno del Pardo y Campo) que dependía de la Real Junta de Obras y Bosques, y fue suprimida en varias ocasiones en el contexto de las disputas jurisdiccionales entre el Consejo de Castilla y el Ayuntamiento de Madrid.
Había asimismo maestros mayores de fortificaciones, una posición estratégica que permitía el acceso a la ingeniería militar.
En ocasiones se utilizaba la expresión maestro en las tres artes o de las tres artes mayores (pintura, escultura y arquitectura), lo que evidenciaba la posibilidad de que un maestro mayor de obras pudiera provenir tanto del campo profesional de la arquitectura como del de la escultura o incluso del de la pintura, como ocurrió con Alonso Cano.
En un contexto más general, la denominación "maestro mayor" se aplicaba en varios gremios, pero incluso en esos casos su enumeración evidencia la conexión principal del término con los oficios de la construcción: Habrá maestros mayores en albañilería, carpintería, herrería, platería, escultura, pintura y demás artes mecánicas y liberales.

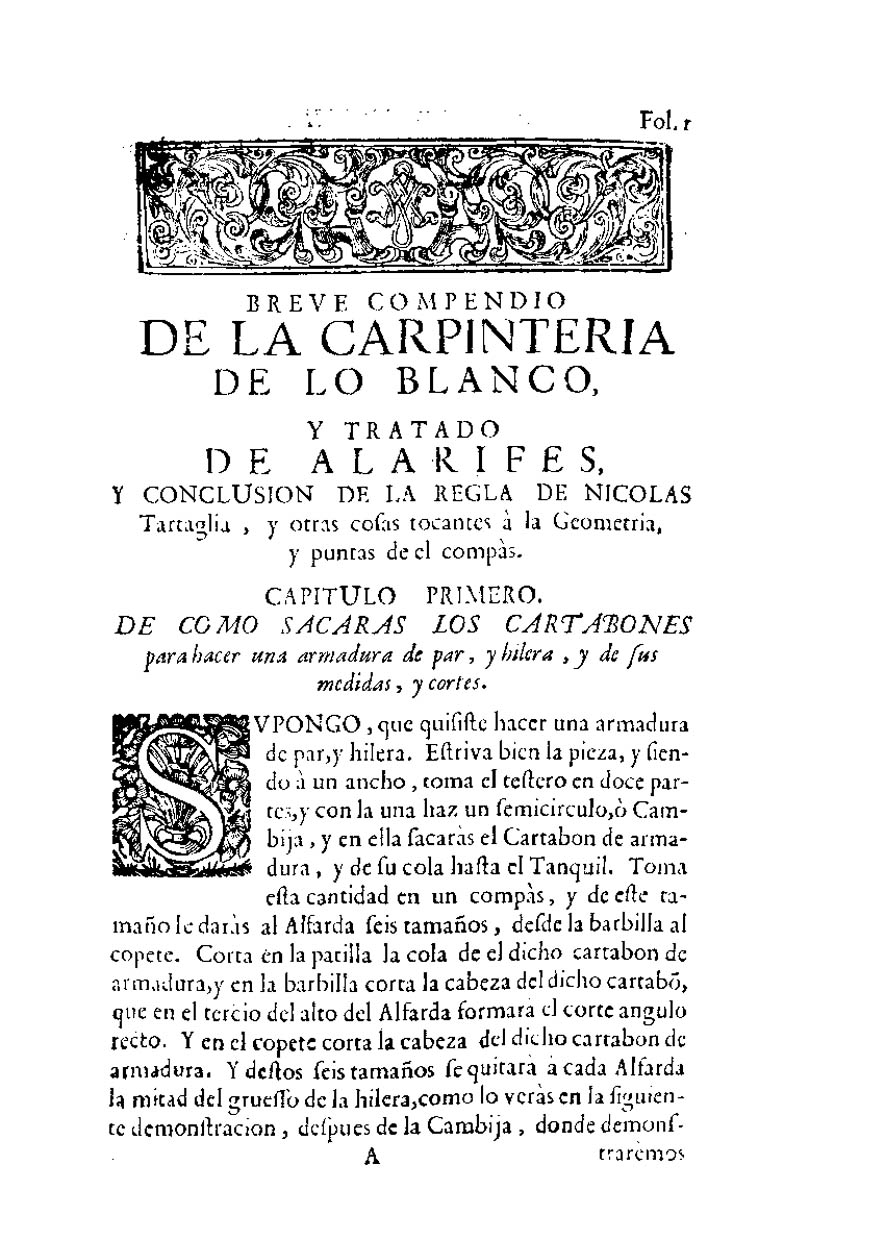
Diego López de Arenas, Breve compendio de la carpintería de lo blanco y tratado de alarifes, 1727

También existía la denominación carpintería de lo blanco para designar a uno de los oficios de la construcción (Diego López de Arenas Breve compendio de la carpintería de lo blanco y tratado de alarifes, con la conclusión de la regla de Nicolás de Tartaglia y otras cosas tocantes a la Ieometría [sic] y puntas de compás, 1633).

## Antecedentes

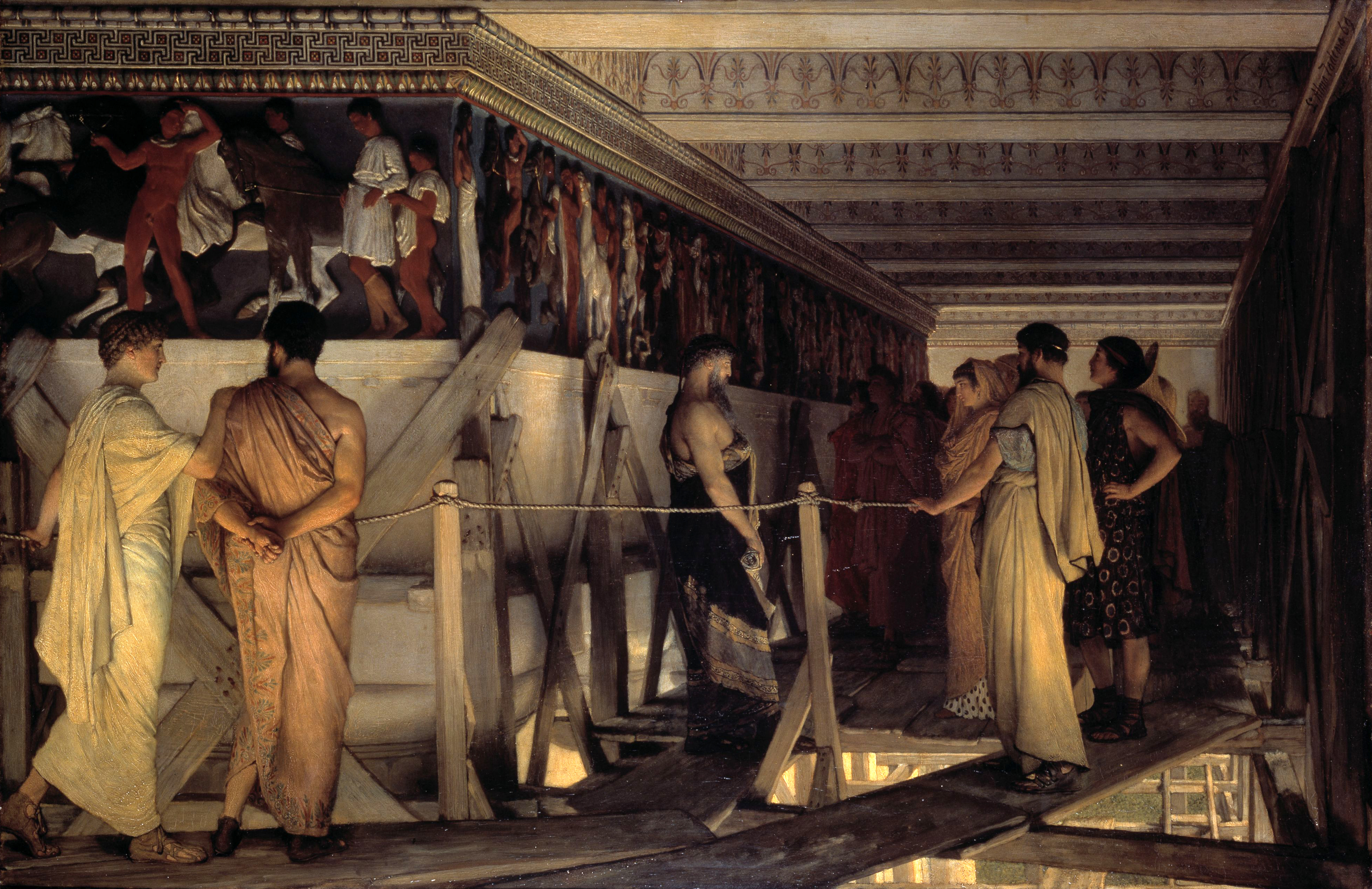
Fidias mostrando el friso del Partenón a sus amigos, pintura de historia de Lawrence Alma-Tadema, 1868.

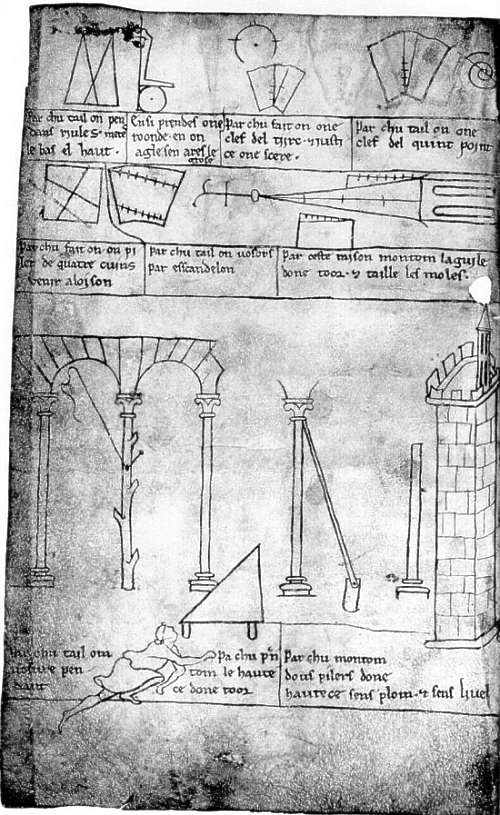
Dibujo de Villar de Honnecourt.

El oficio propio de lo que se acabó por denominar Maestro Mayor de Obras puede detectarse en los primeros documentos históricos, como los del Egipto antiguo, donde un alto funcionario de la corte era a su vez arquitecto diseñador, director de las obras y rendía cuentas directamente al Faraón, que le encomendaba la construcción de templos, palacios y hasta ciudades completas. Se ha conservado el nombre de la figura divinizada de Imhotep.
En la Antigua Grecia, los constructores del Partenón: Fidias, Ictino y Calicrates (bajo el impulso de Pericles, como todo el programa constructivo ateniense de su época) fueron ejemplo de cómo una multiplicidad de funciones teóricas, de diseño matemático y artístico, prácticas, de coordinación y ejecución, eran responsabilidad de un mismo personaje o un equipo en el que las funciones de arquitecto y constructor no estaban separadas, a las que se añadían (en el caso de Fidias) las de escultor.
En el imperio bizantino se dio la dualidad de oficios entre el architekton (constructor) y el mechanikoi (el verdadero arquitecto).

## Aparición del término
Desde la Edad Media, lo que en latín se denominaba magister latomus, magister caementariorum, magister operis, magister perrerius o magister lapidum ("maestro albañil", "maestro de los constructores", "maestro de obras" o "maestro de las piedras"); en francés maître d’œuvre ("maestro de obra") y en alemán Baumeister, Dombaumeister, Münsterbaumeister o Zwingerbaumeister ("maestro de obras, maestro constructor, maestro de obras de la catedral o maestro de obras de las murallas") era tanto el autor de un proyecto arquitectónico como quien ejercía la dirección de la construcción. Los textos mencionan el trabajo de monjes y legos en las obras. En 1145, San Bernardo envió al fundador de Perseigne (Guillermo, conde de Alençon) doce monjes, dos novicios y veintiún legos, bajo la dirección del abad Erard, para ayudar a la construcción de la abadía. La pericia de los cistercienses en la construcción era proverbial. El monje Henri (Enrique) fue el maestro de obra de Marienfeld en 1248. En Doberan, cuatro monjes: Rether, Siegebod, Ludolf y Henri, se sucedieron en tal función entre 1243 y 1298. El maestro de obra de la época era a la vez albañil, cantero, escultor, diseñador y calculista; formándose en todas estas habilidades en las obras de las catedrales. Se citan los nombres de once maîtres especializados en arquitectura militar bajo Philippe-Auguste (comienzos del siglo XIII). Los dibujos de Villard de Honnecourt (hacia 1230) son muy significativos del amplio rango de intereses de este tipo de profesionales (además de apuntes de las catedrales que visitó, incluyó estudios técnicos de albañilería, carpintería y mecánica).
En la ciudad medieval europea las construcciones solían carecer de proyectos previos y surgían de un congenio de artes escultóricas, arquitectónicas y constructivas de un modo "manual". Generalmente en las obras no intervenían más de tres o cuatro personas, a excepción de las cuadrillas de artesanos especializados (canteros, carpinteros, etc.); y la extensión de las mismas se producía de forma espontánea, impulsada más por un sentido práctico que por un sentido arquitectural o artístico. A partir de la Baja Edad Media fue cada vez más frecuente la planificación consciente de los edificios y la profesionalización cada vez mayor de los oficios de la construcción, regulados por gremios.
El reconocimiento social de los maestros de obras fue incrementándose, llegándose incluso a concederse excepcionalmente algún título de "doctor en cantería" (de forma equivalente a los títulos universitarios). Se les concedía firmar sus obras y enterrarse en ellas, representándoseles en efigie (para distinguírseles de los artesanos, no sólo se representaban con los instrumentos propios de su oficio -regla, escuadra, compás o maqueta-, sino con sombrero y jubón).
Se conservan los nombres de muchos maestros mayores de las obras de las catedrales medievales, como Ramon Llambard de la Seo de Urgel, los de la Catedral de Santiago de Compostela (Bernardo el Viejo, el Maestro Esteban y el Maestro Mateo), Guillermo Bofill de la Catedral de Gerona o Anton Pilgram de la Catedral de Viena. También se conservan algunos contratos de obras no catedralicias (Arnau Bargués fue el magister domorum para la construcción del palacio real del monasterio de Poblet).
El gremio de los constructores, albañiles o masones, caracterizado como todos los demás gremios por la solidaridad interna, los ritos de iniciación y la conservación de secretos de oficio, fue utilizado como precedente para la creación de la masonería moderna a partir del siglo XVIII, una institución completamente ajena a la construcción, más allá de su simbología.

## Ficción
Henrik Ibsen escribió en 1892 el drama Bygmester Solness (traducido al alemán como Baumeister Solneß -"El maestro de obras Solness"-, al inglés como The Master Builder -"El Maestro de Obras"- y al francés como Solness le constructeur -"Solness el constructor"-). En castellano ha sido traducido como "El maestro constructor", "El maestro de obras Solness" o "El maestro contratista".
El personaje Tom Builder, protagonista de Los pilares de la Tierra (Ken Follett, 1989), ejerce en esa novela histórica un oficio de la construcción de carácter muy genérico, propio del estado de tales oficios en el siglo XII, identificable con la maestría de obras al igual que con la arquitectura y la albañilería.
Tierra de Faraones (Howard Hawks, 1955), película histórica con guion de William Faulkner (entre otros), describe las vicisitudes de la construcción de una pirámide, encargada a Vashtar, un sabio perteneciente a un pueblo extranjero esclavizado.

## San Jerónimo, maestro de obras
Se atribuye a San Jerónimo el oficio de maestro de obras, tanto en su vertiente constructiva como en la espiritual (las obras de misericordia). Las referencias iconográficas de algunas obras pictóricas aluden a esa condición.

## Actualidad
Hoy día, puede conocerse al maestro mayor de obras también como "jefe de obra", que no es necesariamente un actor en la construcción de una obra, pero sí tiene injerencia sobre todos los que actúan en ella.
Su descendente directo ha sido el Ingeniero de Edificación.

### Formación
El maestro de obras, o maestro mayor, es un técnico especializado en construcciones, que posee una formación integral y conocimientos específicos sobre los procesos constructivos y diseño de sistemas constructivos adecuados al proyecto ejecutado.
Esencialmente, recibe una instrucción técnica que le confiere conocimientos y conceptos fundamentales que le permiten participar activamente, y aún ser autor de la parte proyectual no artística, de proyectos edificatorios, sin que medie otro profesional en el mismo.

### Funciones
- El Maestro Mayor de Obras o equivalente según los países, ejerce en funciones proyectuales, cálculo de estructuras resistentes, configuración de las instalaciones sanitarias y otras avanzadas, y también ejerce la dirección de las obras proyectadas por el mismo, o bien por otro profesional, y la representación técnica sobre dicha obra, es decir, la responsabilidad de la probidad de lo construido en favor de la empresa constructora y/o la mano de obra empleada en la construcción. Quedan excluidos los proyectos de estructuras hiperestáticas y los de estructuras antisísmicas donde las provincias o municipios soliciten estructuras especialmente preparadas ante sismos.

- Generalmente, para ejercer la actividad debe estar enrolado en algún Colegio (por ejemplo el Colegio de Técnicos) al igual que el Ingeniero y el Arquitecto.
- En obras que se hallan dentro de las superficies y alturas límite, pero que conllevan una complejidad técnica destacada, el Maestro Mayor de Obras puede bien actuar solo o en grupo con otro u otros técnicos de su mismo estatus, para conformar un equipo técnico cuyas partes realicen el análisis de las diversas partes de que se compone la construcción y las instalaciones. En consecuencia puede formas parte de oficinas técnicas, empresas constructoras o de orientación similar,  actuando en relación de dependencia o en forma independiente en las áreas de planificación, control, administración y comercialización, vinculadas en la industria de la construcción.
- Está capacitado para interpretar los cálculos llevados a cabo por el Ingeniero y los diseños elaborados por el Arquitectos y materializarlos en la obra de manera eficiente, con el menor costo, la mayor calidad y respetando los tiempos pautados.

- Conoce a la perfección las técnicas constructivas ejecutar la obra y por ende tiene autoridad sobre todos los oficios de la construcción; a su vez es quien coordina, controla y dirige la actividad de los mismos, al mismo modo que un director de cine, dirige, señala y controla la entrada, participación, y salida de actores en una misma obra. Esencialmente, es el mismo estatus de autoridad.
- Puede realizar tareas de peritajes y arbitrajes de las instalaciones técnicas y construcciones edilicias para las que se haya habilitado.
- Puede realizar tasaciones de construcciones edilicias.
- Puede realizar la ejecución de instalaciones de redes de gas.
- Puede realizar la ejecución de instalaciones de redes de distribución de agua y cloacal.

- Indistintamente, se otorga a los maestros mayores de obra una formación más técnica o detallista que la que se otorga al arquitecto, quien cuenta con una perspectiva más artística y humanista, y una visión más global o urbanística.

- Debe también diferenciarse al Maestro Mayor de Obras del "Técnico Constructor", que virtualmente son equivalentes en sus rangos, aunque el Maestro Mayor de obras posee otros planes de estudios, quedan debidamente establecidas las incumbencias profesionales del Maestro Mayor de Obras, Técnicos Constructores (CONET) y Técnicos Constructores Universitarios o de Instituciones Privadas oficiales de nivel Terciario, a través de Colegios de Técnicos y Colegios de Ingeniería.

## Marco normativo de la formación del Maestro Mayor de Obras
En Argentina la formación del Maestro Mayor de Obras está regulada por la Ley de Educación Técnico Profesional n° 26.058 promulgada en el año 2005. Esta ley ordena la Educación Técnico Profesional en general en el nivel medio y superior no universitario del sistema educativo nacional.
Abarca a distintas modalidades técnicas, dentro de las cuales se encuentra la de Maestro Mayor de Obras.
Se detalla en su artículo 4 que "la Educación Técnico Profesional promueve en las personas el aprendizaje de capacidades, conocimientos, habilidades, destrezas, valores y actitudes relacionadas con desempeños profesionales y criterios de profesionalidad propios del contexto socio-productivo, que permitan conocer la realidad a partir de la reflexión sistemática sobre la práctica y la aplicación sistematizada de la teoría".
Un aspecto fundamental que se destaca en la normativa es que la formación profesional tiene por finalidad sustancial desarrollar y actualizar las capacidades del joven para el trabajo, independientemente de la formación anterior, y para ello se deben garantizar procesos educativos que le permitan la internalización de conocimientos científicos-tecnológicos y el desarrollo de las competencias profesionales y sociales indispensables para desempeñarse satisfactoriamente en el mundo del trabajo.
El organismo encargado de promover la calidad de la educación técnico profesional y de asegurar la adecuación continua de la oferta educativa a las demandas sociales y productivas en el INET "Instituto Nacional de Educación Tecnológica.
Ley de Educación Técnico Profesional